# ولفگانگ لارازابال
ولفگانگ انریکه لارازابال اوگوتو (اسپانیایی: Wolfgang Enrique Larrazábal Ugueto‎؛ (زادهٔ ۵ مارس ۱۹۱۱ – درگذشته ۲۷ فوریه ۲۰۰۳) یک نظامی و سیاستمدار اهل ونزوئلا بود.
او از ۲۳ ژانویه ۱۹۵۸ تا ۱۴ نوامبر ۱۹۵۸ رئیس‌جمهور ونزوئلا بود.